# Dani Zoltán
Dani Zoltán (Kevevára, 1956. július 23. –) székely származású nyugalmazott ezredese a korábbi jugoszláv, ma szerb fegyveres erőknek. Hírnevére 1999. március 27-én, a koszovói háború alatt tett szert azzal a tettével, hogy a világon elsőként föld-levegő rakétával lelőtt egy lopakodó repülőgépet (egy amerikai gyártmányú F–117 Nighthawk-ot). Az ő találmánya tette alkalmassá a légvédelmi egységüket egy lopakodó célpont befogására. Leszerelése óta Székelykevén pékként dolgozik.